# Miawpukek First Nation
De Miawpukek First Nation is een stamoverheid (band government) van de Mi'kmaq, een van de First Nations in Canada. De stamoverheid bestuurt Samiajij Miawpukek, een indianenreservaat aan de zuidkust van het eiland Newfoundland. In 2019 telde de Miawpukek First Nation 3.057 personen, waarvan er 834 in het reservaat woonden en 2.223 er buiten.

## Geschiedenis
In 1822 stichtten Mi'kmaq een nederzetting aan de monding van de rivier de Conne in Zuid-Newfoundland. De nederzetting stond bekend als Conne River. In 1987 werd de Miawpukek First Nation door de federale overheid erkend en werd hun gemeenschap officieel een reservaat (dat Samiajij Miawpukek ging heten). Het was toen het eerste reservaat in Newfoundland en Labrador en tot op heden het enige op Newfoundland.
Samiajij Miawpukek was oorspronkelijk een van de armste gemeenschappen in Atlantisch Canada, maar doordat de stamoverheid sterk inzette op onderwijs groeide het in de 21e eeuw uit tot het op een na meest welvarende reservaat in diezelfde Oost-Canadese regio (na Membertou).
Sinds 1996 organiseert de Miawpukek First Nation in hun reservaat jaarlijks een powwow. In 2019 openden ze de "Cannabis Boutique", de eerste cannabiswinkel op Newfoundland in bezit van en uitgebaat door indianen.